# Golden Raspberry Awards 2024
De Golden Raspberry Awards 2024-uitreiking vond plaats op 28 februari 2025, twee dagen voor de uitreiking van de Oscars. De nominaties werden bekendgemaakt op 16 januari 2025. De prijzen werden toegekend aan de slechtste uitvoeringen betreffende film uit 2024. Het was de 45e editie van dit evenement.
Pamela Anderson kreeg de "Razzie Redeemer Award" voor haar geprezen hoofdrol in The Last Showgirl. Ze was eerder in 1997 genomineerd in de categorie "slechtste actrice" voor de film Barb Wire. Andere genomineerden voor deze filmprijs waren de actrices Demi Moore voor The Substance en Megan Fox voor Subservience.

## Genomineerden en winnaars
| "Winnaar"* |

| Categorie                                    | Nominaties                                                            |
| -------------------------------------------- | --------------------------------------------------------------------- |
| Slechtste film                               | Madame Web                                                            |
| Slechtste film                               | Borderlands                                                           |
| Slechtste film                               | Joker: Folie à Deux                                                   |
| Slechtste film                               | Megalopolis                                                           |
| Slechtste film                               | Reagan                                                                |
| Slechtste regisseur                          | Francis Ford Coppola voor Megalopolis                                 |
| Slechtste regisseur                          | S.J. Clarkson voor Madame Web                                         |
| Slechtste regisseur                          | Todd Phillips voor Joker: Folie à Deux                                |
| Slechtste regisseur                          | Eli Roth voor Borderlands                                             |
| Slechtste regisseur                          | Jerry Seinfeld voor Unfrosted                                         |
| Slechtste acteur                             | Jerry Seinfeld in Unfrosted                                           |
| Slechtste acteur                             | Jack Black in Dear Santa                                              |
| Slechtste acteur                             | Zachary Levi in Harold and the Purple Crayon                          |
| Slechtste acteur                             | Dennis Quaid in Reagan                                                |
| Slechtste acteur                             | Joaquin Phoenix in Joker: Folie à Deux                                |
| Slechtste actrice                            | Dakota Johnson in Madame Web                                          |
| Slechtste actrice                            | Cate Blanchett in Borderlands                                         |
| Slechtste actrice                            | Lady Gaga in Joker: Folie à Deux                                      |
| Slechtste actrice                            | Bryce Dallas Howard in Argylle                                        |
| Slechtste actrice                            | Jennifer Lopez in Atlas                                               |
| Slechtste mannelijke bijrol                  | Jon Voight in Megalopolis, Reagan, Shadow Land en Strangers           |
| Slechtste mannelijke bijrol                  | Jack Black in Borderlands                                             |
| Slechtste mannelijke bijrol                  | Kevin Hart in Borderlands                                             |
| Slechtste mannelijke bijrol                  | Shia LaBeouf in Megalopolis                                           |
| Slechtste mannelijke bijrol                  | Tahar Rahim in Madame Web                                             |
| Slechtste vrouwelijke bijrol                 | Amy Schumer in Unfrosted                                              |
| Slechtste vrouwelijke bijrol                 | Ariana DeBose in Argylle en Kraven the Hunter                         |
| Slechtste vrouwelijke bijrol                 | Lesley-Anne Down in Reagan                                            |
| Slechtste vrouwelijke bijrol                 | Emma Roberts in Madame Web                                            |
| Slechtste vrouwelijke bijrol                 | FKA twigs in The Crow                                                 |
| Slechtste duo                                | Joaquin Phoenix & Lady Gaga als geliefden in Joker: Folie à Deux      |
| Slechtste duo                                | Elke 2 onaangename personages (vooral Jack Black) in Borderlands      |
| Slechtste duo                                | Elke 2 ongrappige komiek-acteurs in Unfrosted                         |
| Slechtste duo                                | De hele cast van Megalopolis                                          |
| Slechtste duo                                | Dennis Quaid & Penelope Ann Miller als het presidentskoppel in Reagan |
| Slechtste Prequel, Remake, Rip-off of Sequel | Joker: Folie à Deux                                                   |
| Slechtste Prequel, Remake, Rip-off of Sequel | The Crow                                                              |
| Slechtste Prequel, Remake, Rip-off of Sequel | Kraven the Hunter                                                     |
| Slechtste Prequel, Remake, Rip-off of Sequel | Mufasa: The Lion King                                                 |
| Slechtste Prequel, Remake, Rip-off of Sequel | Rebel Moon 2: The Scargiver                                           |
| Slechtste scenario                           | Madame Web                                                            |
| Slechtste scenario                           | Joker: Folie à Deux                                                   |
| Slechtste scenario                           | Kraven the Hunter                                                     |
| Slechtste scenario                           | Megalopolis                                                           |
| Slechtste scenario                           | Reagan                                                                |

1980 ·
1981 ·
1982 ·
1983 ·
1984 ·
1985 ·
1986 ·
1987 ·
1988 ·
1989 ·
1990 ·
1991 ·
1992 ·
1993 ·
1994 ·
1995 ·
1996 ·
1997 ·
1998 ·
1999 ·
2000 ·
2001 ·
2002 ·
2003 ·
2004 ·
2005 ·
2006 ·
2007 ·
2008 ·
2009 ·
2010 ·
2011 ·
2012 ·
2013 ·
2014 ·
2015 ·
2016 ·
2017 ·
2018 ·
2019 ·
2020 ·
2021 ·
2022 ·
2023 ·
2024